# Sibusiso Dlamini
Pour les articles homonymes, voir Dlamini.
Sibuso Dlamini est un footballeur international swazilandais né le 1er septembre 1980 à Mbabane.

## Carrière

### Équipe nationale
- 2001–2007 :  Équipe d'Eswatini de football 14 matchs, 1 but

### Clubs
- 1998–2000 :  Royal Leopards (49 matchs, 17 buts)
- 2000 :  Young Buffaloes (0 match)
- 2000–2001 :  Mamelodi Sundowns (1 match)
- 2001–2003 :  Black Leopards (45 matchs, 16 buts)
- 2003–2004 :  Kaizer Chiefs (21 matchs, 6 buts)
- 2004–2006 :  Black Leopards (18 matchs, 1 but)
- 2006–2007 :  Moroka Swallows (11 matchs)
- 2007–2008 :  Black Leopards (16 matchs)
- 2008–2011 :  Mpumalanga Black Aces
- depuis 2012 :  Malanti Chiefs